# Provinz Paita
Die Provinz Paita ist eine von acht Provinzen der Region Piura in Nordwest-Peru. Die Provinz hat eine Fläche von 1785 km². Beim Zensus 2017 lebten 129.892 Menschen in der Provinz. Im Jahr 1993 lag die Einwohnerzahl bei 76.070, im Jahr 2007 bei 108.535. Die Provinzverwaltung befindet sich in der Stadt Paita.

## Geographische Lage
Die Provinz Paita liegt an der Pazifikküste im Westen der Region Piura. Im Südwesten grenzt die Provinz an die Bucht Bahía de Sechura. Die Provinz hat eine Längsausdehnung in Nord-Süd-Richtung von etwa 65 km und reicht etwa 24 km ins Landesinnere. Sie erstreckt sich über die wüstenhafte Küstenebene. Der Río Chira durchquert den Norden der Provinz. Dort wird bewässerte Landwirtschaft betrieben.
Die Provinz Paita grenzt im Norden an die Provinz Talara, im Osten an die Provinz Sullana sowie im Südosten an die Provinzen  Piura und Sechura.

## Verwaltungsgliederung
Die Provinz Paita gliedert sich in sieben Distrikte (Distritos). Der Distrikt Paita ist Sitz der Provinzverwaltung.
| Distrikt  | Verwaltungssitz        |
| --------- | ---------------------- |
| Amotape   | Amotape                |
| Colán     | Pueblo Nuevo           |
| El Arenal | El Arenal              |
| La Huaca  | La Huaca               |
| Paita     | Paita                  |
| Tamarindo | Tamarindo              |
| Vichayal  | San Felipe de Vichayal |